# Tess (película de 1979)
Tess es una película franco-británica de 1979 dirigida por Roman Polanski y protagonizada por Nastassja Kinski y Peter Firth. El guion, escrito por Gérard Brach, John Brownjohn y Roman Polanski, es una adaptación de la novela de 1891 Tess, la de los d'Urberville, del novelista inglés Thomas Hardy. Ha cosechado 10 premios internacionales, además de haber sido candidata a 12 galardones más.

## Resumen del argumento

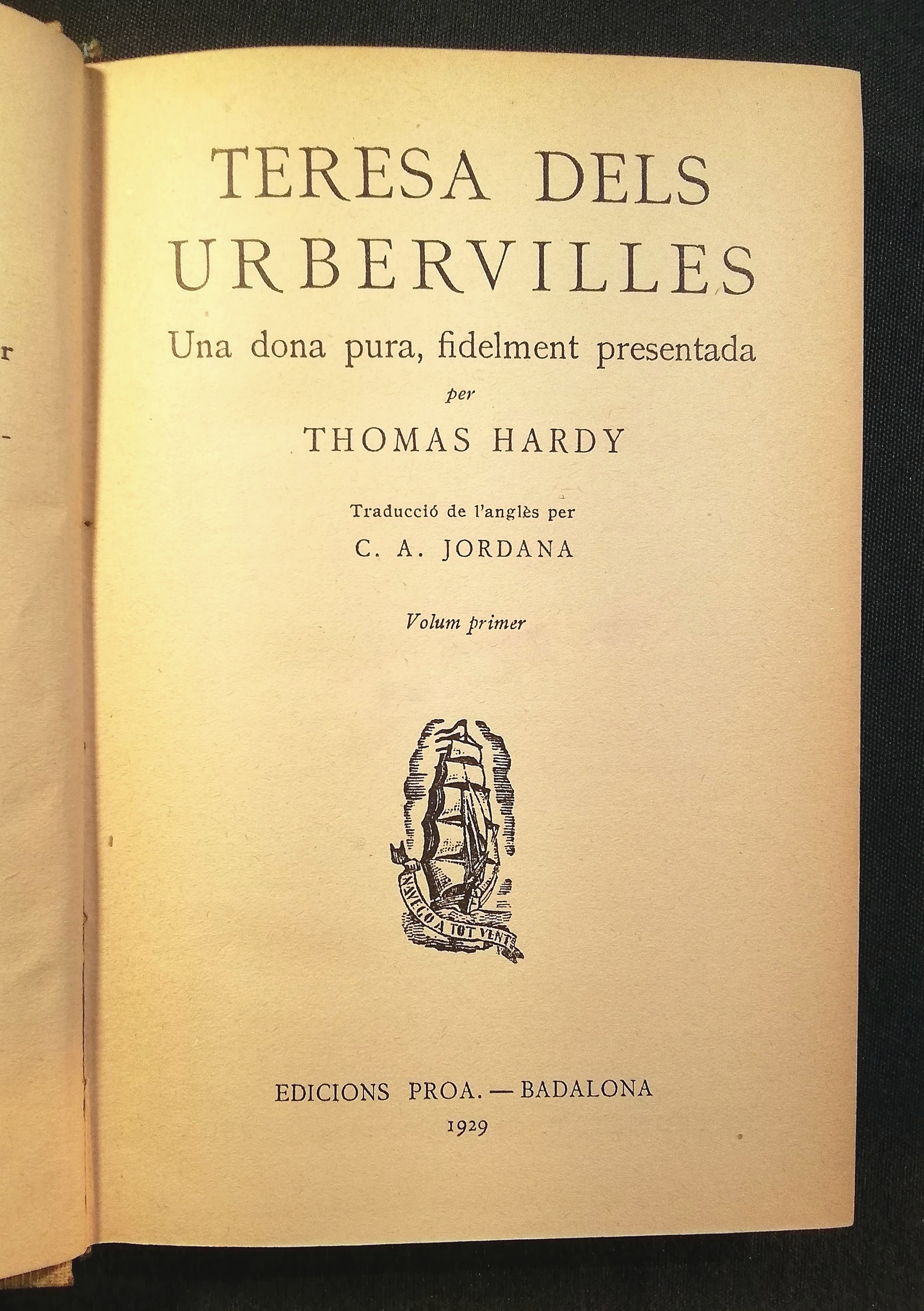
Thomas Hardy 1929 Traducción al catalán Tess de los d'Urberville.

La historia tiene lugar en una aldea del condado inglés de Dorset durante la época victoriana. El pastor Tringham (Tony Church) le revela a John Durbeyfield (John Collin), un honrado granjero, que los Durbeyfield son realmente descendientes de los D’Urberville, una noble familia casi extinguida cuyo linaje se remonta hasta la época de Guillermo el Conquistador. Esta información parece inútil ya que la familia perdió sus tierras y su prestigio cuando murieron los herederos varones. El clérigo simplemente piensa que a Durbeyfield le gustaría conocer sus orígenes como una mera curiosidad histórica.
Por desgracia, Durbeyfield se obsesiona de inmediato con la idea de recuperar su nobleza perdida, y utilizarlo para, de alguna manera, aumentar la fortuna familiar. La pobre situación de la familia hace que John envíe a su hija, Tess (Nastassja Kinski), a la mansión donde viven los D’Urbervilles, para que le den trabajo como favor por la relación de parentesco. Pero en la mansión quien maneja la situación es el siniestro Alec d’Urberville (Leigh Lawson) que, por su parte, está encantado de conocer a su preciosa “prima” y la intenta seducir con rosas y fresas. Pero Alec no es pariente de Tess, ya que su familia ha adquirido su ilustre apellido y escudo por medio de una compra. Alec se encapricha de Tess, ella lo rechaza y él acaba violándola. La joven, embarazada, se marcha de nuevo a casa. El bebé nace enfermo y muere.
Después de algún tiempo, Tess se marcha a una granja de vacas donde empieza  a trabajar como lechera. Es allí donde conoce a su verdadero amor: un joven aspirante a misionero que proviene de una familia respetable, llamado Angel Clare (Peter Firth). Angel cree que Tess es una chica de campo, pura y completamente inocente. Se enamoran el uno del otro y se casan, pero Tess, sintiéndose culpable, no le confiesa hasta la noche de bodas el acto perpetrado sobre ella por Alec. Desilusionado, Angel la rechaza y Tess se encuentra de nuevo sola.
Abandonada por su marido, Tess se encuentra otra vez con Alec d’Uberville. En un principio, ella repele sus insinuaciones ferozmente. Pero tras la muerte de su padre, la familia Durbeyfield se sume en tiempos muy duros, teniendo que hacer frente a la falta de alimentos, al desalojo y a la indigencia. Tess se ve forzada a volver a asumir su tórrida relación con Alec, convirtiéndose así en su amante para poder mantener a sus hermanos menores y a su madre.     
Poco después, Angel Clare vuelve de su viaje al extranjero. Un desastroso viaje misionero  por Brasil había acabado con su salud, lo había hecho más humilde y habiendo tenido tiempo de sobra para pensar, está ahora arrepentido de haber tratado así a Tess. Logra encontrar a Tess, pero se marcha con el corazón destrozado al encontrarla cohabitando con Alec. Tess se da cuenta de que al dejar que Alec la manipulase y la sedujese había destruido sus posibilidades de ser feliz junto a Angel. Le da una crisis nerviosa y asesina a Alec con furia. 
Tess escapa en busca de Angel, se reconcilian, y él puede finalmente aceptarla y besarla como su mujer sin juzgarla moralmente por sus acciones. Consuman su matrimonio, pasan dos noches de felicidad juntos huyendo de la ley. Finalmente Tess es capturada mientras duerme en Stonehenge. Al final se explica que es declarada culpable y ahorcada por asesinato.

## Producción
Polanski hizo esta película, porque fue la última vez que vio a su esposa Sharon Tate (antes de que la banda de Charles Manson la asesinase el 9 de agosto de 1969), ella le había dado una copia de Tess of the d'Urbervilles y le había dicho que se podría hacer una buena película de ello. La dedicatoria al principio de la película reza simplemente como sigue: "a Sharon".
A pesar de que la película está ambientada en Inglaterra, fue filmada en Francia. Esto puede deberse al hecho de que Polanski estaba en busca y captura acusado de estupro en los Estados Unidos, y podría haber sido extraditado del Reino Unido.
El 28 de octubre de 1978, el director de fotografía Geoffrey Unsworth murió de un infarto de miocardio durante la tercera semana de rodaje. La mayoría de las escenas que él rodó fueron exteriores del principio de la película y se pueden distinguir por el uso de la niebla y una leve difuminación. 
Ghislain Cloquet filmó el resto de la película incluyendo la mayoría de las escenas de interior sin difuminación. Se rumorea que entre las escenas filmadas por Geoffrey Unsworth antes de su muerte eran la seducción nublada de la noche americana en el bosque, en la carpa y en las fresas, y cuando Tess está en la mansión de d’Uberville, al ordeñar a las grandes vacas, las chicas al observar a Angel durante el amanecer, y Angel llevando a las chicas a través del riachuelo.
En los premios Óscar de 1980, Unsworth (póstumamente) y Cloquet ganaron el premio a la Mejor fotografía. Cloquet ganó el Premio César a la mejor fotografía.
Ambos recibieron también un premio del Círculo de críticos de cine de Nueva York.

## Música
La música original de la película fue compuesta por Philippe Sarde. La melodía que toca con la flauta dulce Angel Clare, un inglés de la época victoriana, es de hecho una canción folk polaca, "Laura i Filon".

## Premios
- Ganadora de tres premios Óscar 1980: A la Mejor dirección de arte, a la Mejor fotografía y al Mejor diseño de vestuario.
- Ganadora del premio BAFTA 1981, a la Mejor fotografía.
- Ganadora de tres premios César 1980: al Mejor director, a la Mejor fotografía y a la Mejor película.
- Ganadora de dos premios Globo de Oro 1981: al Mejor filme extranjero, y a la Nueva estrella del año (Nastassja Kinski).
- Ganadora del premio Círculo de críticos de cine de Nueva York 1980 a la Mejor fotografía.
- Ganadora del premio Boston Society of Film Critics (BSFC) 1981 al Mejor director.